# Шитов, Владимир Сергеевич
Влади́мир Серге́евич Ши́тов (1952, Москва — 8 ноября 2011, там же) — советский саночник, выступавший за сборную СССР в конце 1970-х годов. Серебряный призёр чемпионата мира в парном разряде, обладатель бронзовой медали европейского первенства в программе одноместных саней. Защищал честь спортивного общества ЦСКА, мастер спорта международного класса.

## Биография
Владимир Шитов родился в 1952 году в Москве. К концу 1970-х годов выбился в лидеры сборной СССР по санному спорту, регулярно завоёвывал медали на внутренних первенствах, был призёром Спартакиад, боролся за места в числе призёров на крупнейших международных стартах. Наиболее успешным в его карьере получился 1978 год, когда он взял бронзу на чемпионате Европы в шведском Хаммарстранде, заняв третье место в программе одиночных саней, и удостоился серебра на чемпионате мира в австрийском Имсте, вместе с Валерием Якушиным добравшись до второго места мужского парного разряда.
Однако в 1979 году во время тренировки на трассе немецкого Оберхофа Шитов на полной скорости врезался в оставленные на льду сани и получил тяжелейшую травму ноги. В Германии ему сделали операцию, потом спортсмен довольно долго проходил курс восстановления в Москве. К тому моменту у него уже была пройдена квалификация на зимние Олимпийские игры 1980 года в Лейк-Плэсиде, но из-за травмы эту поездку пришлось отменить, и на соревнования поехал другой советский саночник. Вернуться к прежней спортивной форме Шитов уже не смог, поэтому вскоре вынужден был уйти из большого спорта. Оставшийся без партнёра Якушин через какое-то время тоже принял решение завершить карьеру.
Покинув санный спорт, не оставил любовь к скорости и устроился работать таксистом, позже был водителем в некой иностранной компании. Жил в однокомнатной квартире в Москве, вместе с женой Ириной воспитывал двоих детей: сына Сергея и дочь Яну. Старые контакты не поддерживал и с товарищами по команде виделся крайне редко, так, Якушин последний раз встретился с ним в феврале 2011 года на этапе Кубка мира в подмосковном Парамоново, куда оба были приглашены в качестве почётных гостей. 8 ноября Владимир Шитов неожиданно умер от рака, с которым боролся, как оказалось, в течение нескольких последних месяцев.
Семье саночника выразил соболезнования министр спорта Виталий Мутко: «Я не был знаком с ним лично. Но когда уходят большие спортсмены, люди, которые многое сделали для страны, для популяризации своего вида спорта, это всегда трагедия». Также свои соболезнования выразил главный тренер сборной России по санному спорту Валерий Силаков, отметив, что неоднократно звал Шитова работать тренером, но тот всегда отказывался, объясняя это своей некомпетентностью.